# Buitenveldertbaan
De Buitenveldertbaan (09 in oostelijke richting, 27 westelijk) is een van de start- en landingsbanen van de Nederlandse luchthaven Schiphol, die werd aangelegd aan het einde van de jaren zestig. De baan ligt ten oosten van de Zwanenburgbaan en is genoemd naar de Amsterdamse wijk Buitenveldert omdat de aanvliegroute over deze wijk voert. De Buitenveldertbaan is 45 meter breed en 3450 meter lang. Hij kruist de autosnelweg A4 zodat voor het wegverkeer een tunnel moest worden gebouwd, de Schipholtunnel, en kruist ook de Aalsmeerbaan.
Dit is een secundaire baan, net als de Aalsmeerbaan en de Zwanenburgbaan. Het aanvliegen van de baan veroorzaakt geluidsoverlast in Almere, Diemen, Duivendrecht, Muiden, Weesp, Amsterdam-Zuidoost, Buitenveldert, Amstelveen-noord en het Amsterdamse Bos. De Buitenveldertbaan ligt gunstig voor landingen bij de in het gebied vaak voorkomende westenwind en zuidwestenwind en wordt daarom regelmatig gebruikt. Van en naar het westen wordt de baan zelden gebruikt. In 2018 werd wegens eisen vanuit EASA een PAPI-installatie aangelegd voor landend vliegverkeer uit oostelijke richting (09). Tussen 23.00 en 06.00 uur mag de Buitenveldertbaan alleen worden gebruikt als de Polderbaan en de Kaagbaan niet kunnen worden gebruikt.
Bij omwonenden staat deze baan bekend als de Bulderbaan.

## Bijlmerramp
Toen op 4 oktober 1992 een Boeing 747-vrachtvliegtuig van de Israëlische luchtvaartmaatschappij El Al boven het Gooimeer motorpech kreeg, verzocht de gezagvoerder de luchtverkeersleiding op Schiphol te mogen landen op de Buitenveldertbaan, in plaats van op de Kaagbaan die door de verkeersleiding werd aangewezen:

"What will be the runway in use for me in Amsterdam? [...] Runway 06 in use sir, surface wind 040 at 21 knots, QNH 1012".
"Runway in use" betekent dat deze baan beschikbaar is voor gebruik. Dit verzoek vormde de inleiding tot de Bijlmerramp.

## Spottersplaats

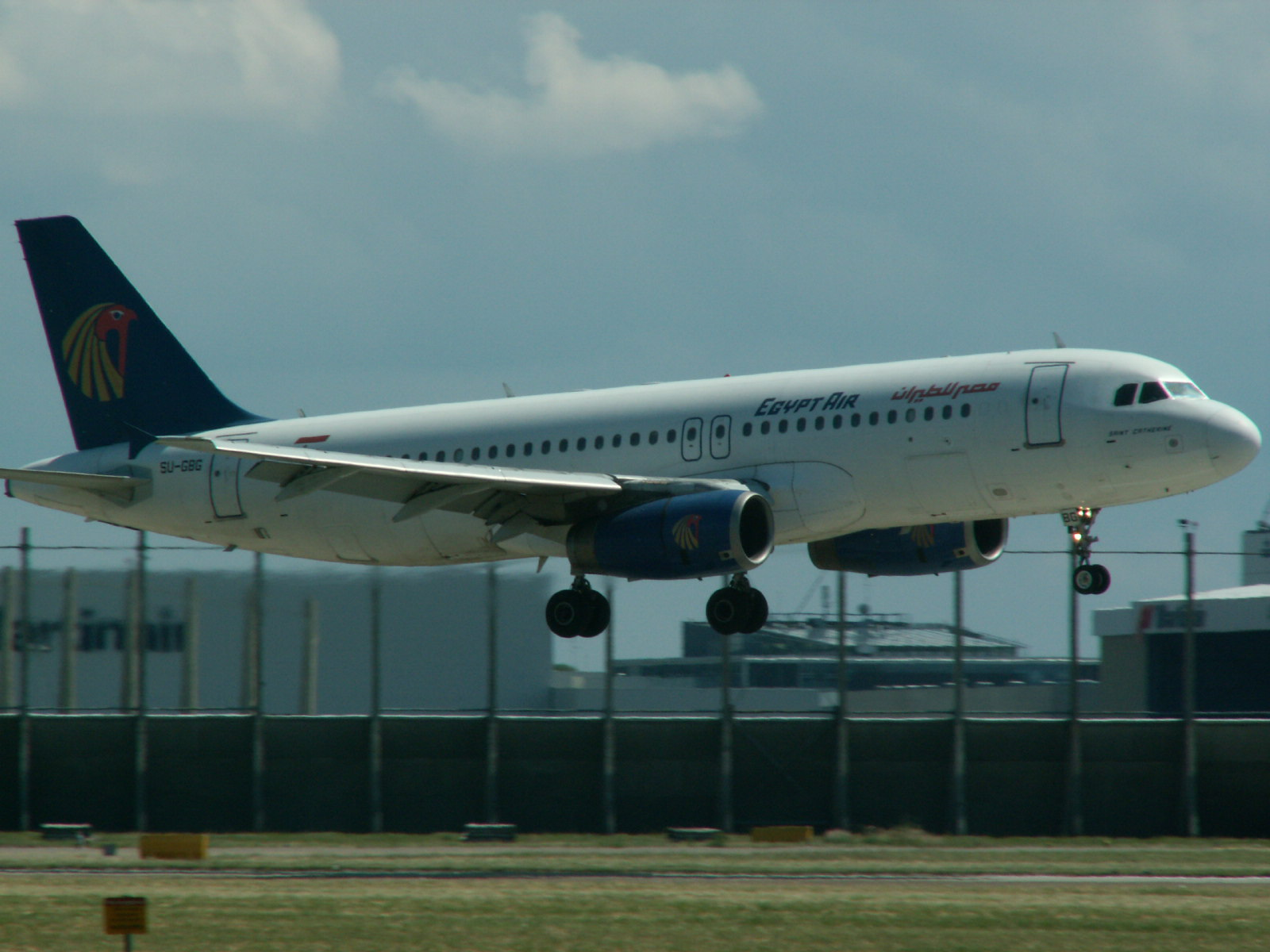
Een vliegtuig van EgyptAir landt op de Buitenveldertbaan

De Buitenveldertbaan heeft een officiële spottersplaats nabij een vestiging van McDonald's. Deze locatie ligt hoger dan de baan, en geeft daarmee een goed uitzicht op startende en landende vliegtuigen.

## Antonov An-225
Op 6 juli 2008 landde een Antonov An-225, het grootste vliegtuig ter wereld, op de Buitenveldertbaan.